# Clostera pallida
Clostera pallida är en fjärilsart som beskrevs av Otto Staudinger 1887. Clostera pallida ingår i släktet Clostera och familjen tandspinnare. Inga underarter finns listade i Catalogue of Life.